# Sentido de los fieles
Sensus fidei (sentido de la fe), también llamado sensus fidelium (sentido de los fieles) es, según el Catecismo de la Iglesia Católica, "la apreciación sobrenatural de la fe por parte de todo el pueblo, cuando, desde los obispos hasta el último de los fieles, manifiestan un consentimiento universal en materia de fe y de moral. " Citando el documento Lumen gentium del Concilio Vaticano II, el Catecismo añade: "Por este aprecio de la fe, suscitado y sostenido por el Espíritu de la verdad, el Pueblo de Dios, guiado por el sagrado autoridad docente,... recibe... la fe, una vez entregada a los santos. ...El Pueblo se adhiere indefectiblemente a esta fe, la penetra más profundamente con recto juicio y la aplica más plenamente en la vida cotidiana"." El fundamento de esto se encuentra en la frase de Jesús en Mt 16,18 de que "las puertas del infierno no prevalecerán contra ella", donde "ella" se refiere a la "Iglesia", es decir, al pueblo del Señor  que lleva adelante la tradición viva de las creencias esenciales a lo largo de la historia, con los obispos supervisando que esta tradición no siga el camino del error.
También se utilizan los términos sensus fidei fidelium (sentido de la fe por parte de los fieles) y sensus fidei fidelis (sentido de la fe por parte de un fiel individual).

## Entendimientos oficialmente excluidos

### Sentido de los laicos solo
El Concilio Vaticano II dejó claro que sensus fidelium (sentido de los fieles) no significa sensus laicorum (sentido del pueblo llano), como si se tratara de un carisma concedido a los laicos aisladamente de la jerarquía de la Iglesia católica, y como si el clero no estuviera incluido entre los "fieles". Afirmaba:

El conjunto de los fieles, ungidos como están por el Santo, no pueden equivocarse en materia de creencia. Manifiestan esta propiedad especial mediante el discernimiento sobrenatural de todo el pueblo en materia de fe, cuando "desde los obispos hasta el último de los fieles laicos" muestran un acuerdo universal en materia de fe y moral. Este discernimiento en materia de fe es suscitado y sostenido por el Espíritu de la verdad. Se ejerce bajo la guía de la sagrada autoridad docente, en fiel y respetuosa obediencia a la que el pueblo de Dios acepta lo que no es sólo palabra de hombres, sino verdaderamente palabra de Dios.

Declaró que Cristo cumple su oficio profético "no sólo a través de la jerarquía que enseña en su nombre y con su autoridad, sino también a través de los laicos a los que hizo sus testigos y a los que dio comprensión de la fe [sensus fidei] y un atractivo en la palabra para que la fuerza del Evangelio brille en su vida social y familiar cotidiana.

### Independiente del magisterio de la Iglesia
En un discurso a la Comisión Teológica Internacional del 7 de diciembre de 2012, el Papa Benedicto XVI distinguió entre el auténtico significado del sensus fidei y una comprensión falsa: "Ciertamente no es una especie de opinión eclesial pública, e invocarla para impugnar las enseñanzas del Magisterio de la Iglesia sería impensable, ya que el sensus fidei no puede desarrollarse auténticamente en los creyentes, sino en la medida en que participan plenamente en la vida de la Iglesia, y esto exige una adhesión responsable al Magisterio, al depósito de la fe.
Esta distinción fue expresada también por el Concilio Vaticano II en el pasaje citado anteriormente, en el que afirma que el discernimiento de los fieles en materia de fe y moral "se ejerce bajo la guía de la sagrada autoridad docente, en fiel y respetuosa obediencia a la que el pueblo de Dios acepta lo que no es sólo palabra de hombres, sino verdaderamente palabra de Dios".
Lo que podría ser una opinión contraria fue expresada en un artículo de la redacción del periódico progresista estadounidense National Catholic Reporter: El beato John Henry Newman dijo que hay tres magisteria en la Iglesia: los obispos, los teólogos y el pueblo. En la cuestión de la ordenación de mujeres, dos de las tres voces han sido silenciadas, por lo que la tercera voz debe hacerse oír ahora. ...Nuestro mensaje es que creemos que el sensus fidelium es que la exclusión de las mujeres del sacerdocio no tiene una base sólida en las Escrituras ni en ninguna otra razón convincente; por lo tanto, las mujeres deben ser ordenadas. Hemos escuchado a los fieles asentir a esto en innumerables conversaciones en salones parroquiales, salas de conferencias y reuniones familiares. Se ha estudiado y rezado individualmente y en grupos. Una rama de la Sociedad Cardenal Newman contrarrestó esta opinión citando lo que el Papa dijo casualmente sólo cuatro días después, y comentando: "No hay que buscar muy lejos en los círculos católicos de hoy en día para encontrar alguna mención al sensus fidelium, que literalmente significa 'sentido de la fe'. ... Recientemente, el término ha sido mal utilizado para argumentar a favor del  'matrimonio' entre personas del mismo sexo, anticoncepción e incluso ordenación de mujeres. Es una forma de 'Magisterio por Gallup' en la que una persona argumenta que la mayoría de los católicos están de acuerdo con ellos en un tema, por lo que aunque el Magisterio diga lo contrario, ellos tienen la carta de triunfo debido al sensus fidei". El punto de vista actual del cardenal Newman es que sólo la Ecclesia docens ("Iglesia docente", magisterio) discierne, discrimina, define, promulga y hace cumplir cualquier porción de la tradición de los Apóstoles comprometida con toda la Iglesia.
El cardenal Charles Journet escribió que el sensus fidei no es "ni una enseñanza ni un magisterio, sino sólo la convicción sentida de una verdad". Los creyentes pueden mezclar con su fe datos o sentimientos ajenos a ella y necesitan por tanto, decía, "ser ayudados, dirigidos, juzgados por el magisterio divinamente asistido". El magisterio, por su parte, "tiene la tarea de discernir y confirmar lo que es pre-sentido, indicado y anticipado por el sensus fidei."

### Identificado con la opinión dominante
La Congregación para la Doctrina de la Fe descartó la "argumentación sociológica que sostiene que la opinión de un gran número de cristianos sería una expresión directa y adecuada del "sentido sobrenatural de la fe" (sensus fidei). Comentaba: "El creyente puede seguir teniendo opiniones erróneas, ya que todos sus pensamientos no surgen de la fe. No todas las ideas que circulan en el Pueblo de Dios son compatibles con la fe. Más aún si se tiene en cuenta que el pueblo puede dejarse llevar por una opinión pública influenciada por los modernos medios de comunicación. No sin razón el Concilio Vaticano II subrayó el vínculo indisoluble entre el sensus fidei y la orientación del Pueblo de Dios por el magisterio de los Pastores. Estas dos realidades no pueden separarse" 
Con respecto a emitir un juicio sobre la actitud reflejada en las actividades de la Inquisición, el Papa Juan Pablo II afirmó "Los teólogos se guiarán por una distinción en su reflexión crítica: la distinción entre el auténtico sensus fidei y la mentalidad predominante en una época concreta que haya podido influir en su opinión. Al sensus fidei hay que pedirle que ejerza los criterios de un juicio nivelado de la vida de la Iglesia en el pasado"
El cardenal Georges Cottier escribió: "Evidentemente, el sensus fidei no se identifica con el consenso de la mayoría, no se define a partir de las estadísticas de los sondeos. En la historia de la Iglesia ha sucedido que en ciertos contextos el sensus fidei ha sido manifestado por individuos aislados, santos individuales, mientras que la opinión general se aferraba a doctrinas no conformes con la fe apostólica"."
Donal Dorr, en cambio, ha comentado críticamente lo que considera que la Iglesia no escucha efectivamente lo que él ve como el sensus fidei, que quizás busca en los países del Tercer Mundo, ya que también habla de que la enseñanza social católica actual muestra una inclinación occidental y etnocéntrica.
Dirigiéndose a un grupo de teólogos en diciembre de 2013, el Papa Francisco dijo: "Por el don del Espíritu Santo, los miembros de la Iglesia poseen un 'sentido de la fe'. Se trata de una especie de instinto espiritual que nos hace sentire cum Ecclesia [pensar con la mente de la Iglesia] y discernir lo que es conforme a la fe apostólica y está en el espíritu del Evangelio. Por supuesto, el sensus fidelium [sentido de los fieles] no puede confundirse con la realidad sociológica de una opinión mayoritaria. Es, por tanto, importante -y una de vuestras tareas- desarrollar criterios que permitan discernir las expresiones auténticas del sensus fidelium. ...Esta atención es de suma importancia para los teólogos. El Papa Benedicto XVI ha señalado a menudo que el teólogo debe permanecer atento a la fe vivida por los humildes y los pequeños, a los que el Padre quiso revelar lo que había ocultado a los doctos y a los sabios" 

### Preocupado por el gobierno de la Iglesia
Confundir el sensus fidelium o sensus fidei con cuestiones de gobierno se aleja de la enseñanza del Concilio, que la aplica en cambio al oficio de enseñar de la Iglesia.
El Concilio Vaticano II, citado anteriormente, hablaba del sensus fidei como referente a la muestra del "acuerdo universal en materia de fe y de moral", un "discernimiento en materia de fe... ejercido bajo la guía de la sagrada autoridad docente, en fiel y respetuosa obediencia a la que el pueblo de Dios acepta lo que no es sólo palabra de hombres, sino verdaderamente palabra de Dios".

## Uso del magisterio
El consenso entre los fieles es un poderoso testimonio de la verdad de una doctrina, pero ese consenso no es lo que hace que la doctrina sea verdadera. El consenso es un resultado, no una causa de la verdad de la doctrina.
El sensus fidei, el consentimiento universal, desde los obispos hasta el último de los fieles, en una cuestión de fe, precedió a la definición de los dogmas marianos de la Inmaculada Concepción y la Asunción de María: El Papa Benedicto XVI dijo: "La fe tanto en la Inmaculada Concepción como en la Asunción corporal de la Virgen estaba ya presente en el Pueblo de Dios, mientras que la teología no había encontrado aún la clave para interpretarla en el conjunto de la doctrina de la fe. Por tanto, el Pueblo de Dios precede a los teólogos y todo ello gracias a ese sensus fidei sobrenatural, es decir, a esa capacidad infundida por el Espíritu Santo que nos capacita para acoger la realidad de la fe con humildad de corazón y de mente. En este sentido, el Pueblo de Dios es el maestro que va primero y que luego debe ser examinado más profundamente y aceptado intelectualmente por la teología" En cada caso, el dogma se definió "no tanto por pruebas en la escritura o en la antigua tradición, sino por un profundo sensus fidelium y por el Magisterio". Cada uno de los dos papas en cuestión consultó a los obispos del mundo sobre la fe de la comunidad católica antes de proceder a definir el dogma.